# Посёлок Кстининского дома отдыха
Посёлок Ксти́нинского до́ма о́тдыха — посёлок в Кстининском сельском поселении Кирово-Чепецкого района Кировской области.

## География
Расположен в 3-х км от центра сельского поселения (село Кстинино) и 28 км от районного центра (город Кирово-Чепецк) в лесистой местности, вблизи реки Якимчевки, на которой устроен пруд.

## История
Дата основания — 1936 год. В годы Великой Отечественной войны, с августа 1941 года по весну 1944 года, в доме отдыха проживал латышский писатель А. М. Упит, Герой Социалистического Труда (в память этого в 1977 году открыта мемориальная доска).

## Население
| 2010 |
| ---- |
| 102  |

## Инфраструктура
Инфраструктура посёлка полностью связана с расположенным в нём хозяйственным комплексом дома отдыха (ныне — ООО «Дом отдыха Кстининский»).